# Kostalden - en vigtig arbejdsplads
|  | Denne artikel er oprettet af botten Steenthbot ud fra en ekstern database. Den kan derfor have sproglige fejl eller mangler. Denne skabelon kan fjernes efter kontrol af indholdet. |

Kostalden - en vigtig arbejdsplads er en dansk dokumentarfilm fra 1956 instrueret af Jørgen Storm-Petersen efter eget manuskript.

## Handling
Filmen viser det daglige arbejde med kostalden og følger kvægholdet året rundt med understregning af de pligter og krav, pasningen af en besætning pålægger den, som påtager sig arbejdet som fodermester. Optagelserne er primært taget hos gårdejer Sylvest Larsen, Brøndhøjgård, Gørløse.